# CHKDSK
A CHKDSK (a Checkdisk rövidítéséből) a DOS, OS/2 és Microsoft Windows operációs rendszerek alatt futó parancs, ami kijelzi a merevlemezek, flopik stb. állapotát, és a fájlrendszer logikai hibáinak orvoslására is képes. Hasonló a Unix fsck parancsához.
A Windows NT-alapú Windows-verziókban a CHKDSK képes a lemez felületén hibás blokkokat keresni; ez korábban a SCANDISK eszköz feladata volt.

## Windows NT-alapú CHKDSK
A CHKDSK futtatható a Windows Shellből (a grafikus felületről), a Windows parancssorából vagy a helyreállítási konzolból. A /R parancssori kapcsolóval futtatva a program megkísérli kijavítani a hibákat, amiket talált.
A CHKDSK futása eltarthat egy ideig, főleg a /R kapcsolóval, és az eredmények sokszor nem láthatóak. A Windows 2000 és azutáni operációs rendszerek esetén a rendszerindításkori CHKDSK eredményei az alkalmazásnaplóba íródnak, a „Forrás” paraméter neve Wininit vagy Winlogon, és az Eseménynapló (Event Viewer) programmal tekinthetők meg.
A CHKDSK normál verziója a következő kapcsolókat támogatja:
| kötet                                | FAT, FAT32 vagy NTFS esetén. A meghajtóbetűjelet (kettősponttal a végén), csatlakozási pontot vagy kötetnevet adja meg.                                                                                                 |
| fájlnév                              | Csak FAT/FAT32 esetén. A töredezettség miatt ellenőrizendő fájl(oka)t adja meg. A helyettesítő karakterek (* és ?) használata megengedett.                                                                              |
| elérési út                           | Csak FAT/FAT32 esetén, az ellenőrzendő fájlok útvonalát adja meg. |
| /f (fix, azaz javítás)               | A lemezen talált hibák javítása. Ehhez zárolni kell a kötetet. Ha ez nem sikerül (mert futnak programok, amik hivatkoznak a kötetre), a Chkdsk felajánlja, hogy a következő rendszerindításkor végzi el az ellenőrzést. |
| /v (verbose, azaz részletes üzemmód) | FAT/FAT32 esetében: A lemezen lévő összes fájl kiíratása teljes elérési útvonalukkal. NTFS köteten a tisztítási üzenetek megjelenítése.                                                                                 |
| /r                                   | Hibás szektorokat keres, és megkísérli az információkat visszaállítani. A /f vagy /p kapcsolókkal együtt van értelme. Jelentősen megnöveli a parancs futási idejét.                                                     |
| /b                                   | Csak NTFS esetén: a kötet hibás szektorcsoportjainak újbóli kiértékelése. A /r kapcsolóval együtt használatos. |
| /l (vagy /l: méret)                  | Csak NTFS esetén. Az NTFS-naplófájl aktuális méretének megjelenítése (kilobájtokban), paraméterrel együtt: annak beállítása.                                                                                            |
| /x                                   | A kötet erőltetett leválasztása. A megnyitott fájlleírók érvénytelenné válnak. A /f kapcsolóval együtt értelmezhető. |
| /i                                   | Csak NTFS esetén: az indexbejegyzések kevésbé tüzetes vizsgálata. |
| /c                                   | Csak NTFS esetén: A mappastruktúra ciklusmentességének ellenőrzése. |
| /?                                   | A Chkdsk kapcsolóinak listája. |

A Windows XP helyreállítási konzolból futtatva a kapcsolók kissé eltérőek. Ilyenkor az Autochk.exe végzi az ellenőrzést, ugyanaz, mint ami a rendszerindításkori ellenőrzéskor is. Windows 7 alatt a helyreállító üzemmód másként működik, a parancssorból ilyenkor is elérhető a teljes értékű Chkdsk.
| /p | Javítja a kötet hibáit. Megegyezik a normál CHKDSK /f kapcsolójával.                                                     |
| /r | Hibás szektorokat keres, és megkísérli az információkat visszaállítani. Jóval tovább tart, mint a /p kapcsoló önmagában. |

Egy tipikus futtatás menete:
```
C:\Windows\system32>chkdsk O: /f
A fájlrendszer típusa: NTFS.

A Chkdsk parancs nem tud futni, mert a kötetet egy másik folyamat használja.
A Chkdsk parancs akkor futhat, ha a kötet először le van választva.
A KÖTET ÖSSZES LEÍRÓJA ÉRVÉNYÉT VESZTI!
Leválasztja ezt a kötetet? (I/N) I
A kötet le van választva. A kötet összes megnyitott leírója érvénytelen.
A kötet címkéje: Teszt.

A CHKDSK a fájlokat ellenőrzi (1. lépés / 3)...
  162880 fájlrekord feldolgozva.
A fájlvizsgálat befejeződött.
  190 nagyfájl-rekord feldolgozva.
  0 hibásfájl-rekord feldolgozva.
  0 EA rekord feldolgozva.
  0 újraelemzési rekord feldolgozva.
A CHKDSK az indexeket ellenőrzi (2. lépés / 3)...
  176496 indexbejegyzés feldolgozva.
Az indexvizsgálat befejeződött.
  0 nem indexelt fájl feldolgozva.
  0 nem indexelt fájl helyreállítva.
A CHKDSK a [[biztonsági leíró]]kat ellenőrzi (3. lépés / 3)...
  162880 fájl SD/SID feldolgozva.
A biztonsági leírók vizsgálata véget ért.
  6808 adatfájl feldolgozva.
A Windows megvizsgálta a fájlrendszert, és nem talált hibát.

 488384000 KB teljes lemezterület.
 460870528 KB 107496 fájlban.
    345408 KB 6810 indexben.
         0 KB rossz szektorban.
    230208 KB a rendszer által használva.
     65536 KB-ot foglal el a naplófájl.
  26937856 KB szabad lemezterület.

     65536 bájt foglalási egységenként.
   7631000 foglalási egység van összesen a lemezen.
    420904 foglalási egység van a lemezen.

```

## DOS-alapú CHKDSK
Windows 95/98/ME operációs rendszer alatt elindítva a Chkdsk nem végez hibaellenőrzést, csak kiírja a meghajtó helyfoglalási adatait, és a SCANDISK használatát javasolja.

### Az MS-DOS 5-hiba
Az 5.0-s MS-DOS-szal adott CHKDSK (és Undelete) parancs használata egyes esetekben adatvesztéssel járt. A hiba a CHKDSK.EXE és UNDELETE.EXE 04/09/91 (1991. április 9.) fájldátumú változatát érintette. Ha egy lemez FAT-táblázata 256 szektor hosszúságú, a CHKDSK /F használata adatvesztéssel járhat, az UNDELETE eredménye pedig nehezen megjósolható lehet. Ez általában azokat a lemezeket érintette, melyek mérete 128 MB vagy annak többszöröse volt. A hibát az MS-DOS 5.0a-ban javították. A Microsoft tudásbázisának cikke részletesebben ír erről.

## Fordítás
Ez a szócikk részben vagy egészben  a   CHKDSK című angol Wikipédia-szócikk ezen változatának fordításán alapul.  Az eredeti cikk szerkesztőit annak laptörténete sorolja fel. Ez a jelzés csupán a megfogalmazás eredetét és a szerzői jogokat jelzi, nem szolgál a cikkben szereplő információk forrásmegjelöléseként.